# Director Central de Inteligencia

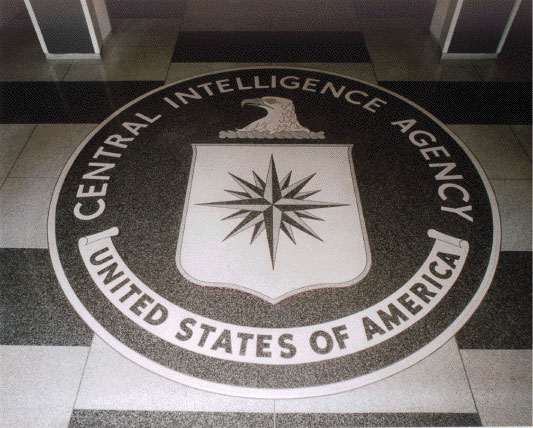
El sello de la CIA de granito de 16 ft de diámetro en el vestíbulo del edificio de la sede original.

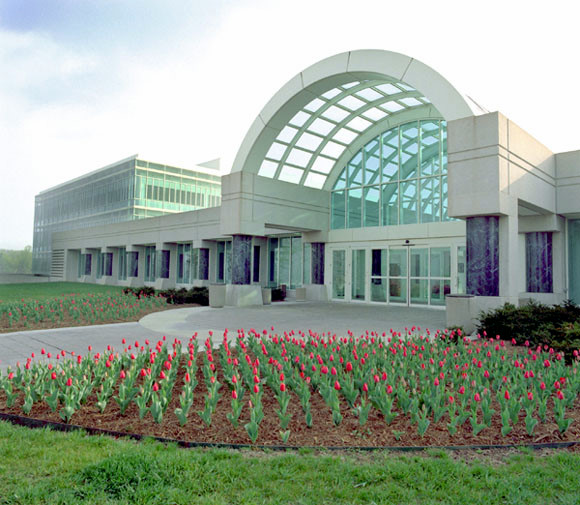
La entrada del Cuartel General de la CIA.

El  'Director Central de Inteligencia'  ( 'DCI' ) fue el jefe de la Agencia Central de Inteligencia estadounidense de 1946 a 2005, actuando como el principal asesor de inteligencia del Presidente de los Estados Unidos y el Consejo de Seguridad Nacional de los Estados Unidos, así como el coordinador de las actividades de inteligencia entre las diversas agencias de inteligencia estadounidenses (conocidas colectivamente como la  Comunidad de Inteligencia de 1981 en adelante).
La oficina existió desde enero de 1946 hasta el 21 de abril de 2005. Después de la Ley de Reforma de Inteligencia y Prevención del Terrorismo fue reemplazada por el Director de Inteligencia Nacional (DNI) como jefe de la Comunidad de Inteligencia y el  Director de la Agencia Central de Inteligencia (D / CIA) como jefe de la CIA.

## Historia
El puesto de DCI fue establecido por  Presidente Harry Truman el 23 de enero de 1946, siendo el Almirante Sidney Souers el primer DCI, seguido por el General Hoyt Vandenberg  quien sirvió como DCI desde junio de 1946 hasta mayo de 1947. El DCI entonces dirigió el Central Intelligence Group (CIG), un predecesor de la CIA. Por tanto, la oficina de DCI es anterior al establecimiento de la Agencia Central de Inteligencia. La CIA fue creada por la Ley de Seguridad Nacional de 1947, que definió formalmente los deberes del Director Central de Inteligencia. Esta Ley de 1947 también creó el Consejo de Seguridad Nacional (Consejo de Seguridad Nacional de los Estados Unidos).
Hasta abril de 2005, a menudo se hacía referencia a la DCI de manera coloquial como el "Director de la CIA", a pesar de que era el jefe tanto de la CIA como de la Comunidad de Inteligencia en general. Después de los  ataques terroristas del 11 de septiembre de 2001 en los Estados Unidos y la posterior investigación de la Comisión del 11 de septiembre, creció un movimiento para reorganizar la Comunidad de Inteligencia. Ese movimiento provocó la aprobación de la Ley de Reforma de Inteligencia y Prevención del Terrorismo en diciembre de 2004, que dividió las funciones de la DCI entre dos nuevas oficinas. La Oficina del Director de Inteligencia Nacional (DNI) serviría como jefe de la Comunidad de Inteligencia y asesoraría al NSC sobre asuntos de inteligencia. El Director de la Agencia Central de Inteligencia serviría como administrador en jefe de la CIA.
La reorganización entró en vigor el 21 de abril de 2005. El 19 y último DCI, Porter J. Goss se convirtió en el primer director de la CIA, mientras que John Negroponte se convirtió en el primer DNI.

## Lista de directores centrales de inteligencia
Estado
      Denota un   En funciones Director Central de Inteligencia  
| - | Director | Director | Tenencia | Presidente (s) servido bajo | - | El cargo precedió a la creación de la Agencia Central de Inteligencia en 1947. | El cargo precedió a la creación de la Agencia Central de Inteligencia en 1947. | El cargo precedió a la creación de la Agencia Central de Inteligencia en 1947. | El cargo precedió a la creación de la Agencia Central de Inteligencia en 1947. | - |  | RADM Sidney W. Souers, USN | 23 de enero de 1946 - 10 de junio de 1946 | Harry S. Truman | - |  | LTG Hoyt S. Vandenberg, USAF | 10 de junio de 1946 - 1 de mayo de 1947 | - | Archivo:Roscoe H. Hillenkoetter (1957) .jpg | RADM Roscoe H. Hillenkoetter, USN | 1 de mayo de 1947 - 7 de octubre de 1950 | - | Archivo:Teniente General Walter Bedell Smith, retrato de tres cuartos de largo, sentado, mirando al frente, en uniforme.jpg | GEN Walter B. Smith, EE. UU. | 7 de octubre de 1950 - 9 de febrero de 1953<ref name = "Walter Smith"> {{cita web \| url = https://www.cia.gov/library/center-for-the-study- (enlace roto disponible en Internet Archive; véase el historial, la primera versión y la última). de-inteligencia / publicaciones-csi / libros-y-monografías / directores-y-subdirector |